# Cora Cove
Die Cora Cove (englisch, spanisch Caleta Cora) ist eine kleine Bucht an der Südostküste von Desolation Island im Archipel der Südlichen Shetlandinseln. Sie liegt im nordwestlichen Teil der Blythe Bay.
Die Benennung geht auf den britischen Robbenjäger George Powell (1794–1824) zurück, der diese Bucht im Jahr 1821 aufsuchte. Namensgeberin ist die Brigg Cora aus Liverpool, die im Jahr zuvor in dieser Bucht gesunken war.